# Углицька провінція
Углицька провінція — одна з провінцій Російської імперії. Центр — місто Углич.
Углицька провінція була утворена у складі Санкт-Петербурзької губернії за указом Петра I «Про влаштування губерній і про визначення в них правителів» в 1719 році. До складу провінції були включені міста Углич, Бежецький Верх та Кашин. За ревізією 1710 року у провінції налічувалося 25,9 тис. селянських дворів.
У 1727 році Углицька провінція була передана до складу Московської губернії.
У листопаді 1775 року розподіл губерній на провінції було скасовано.